# Врублевська Валерія Василівна

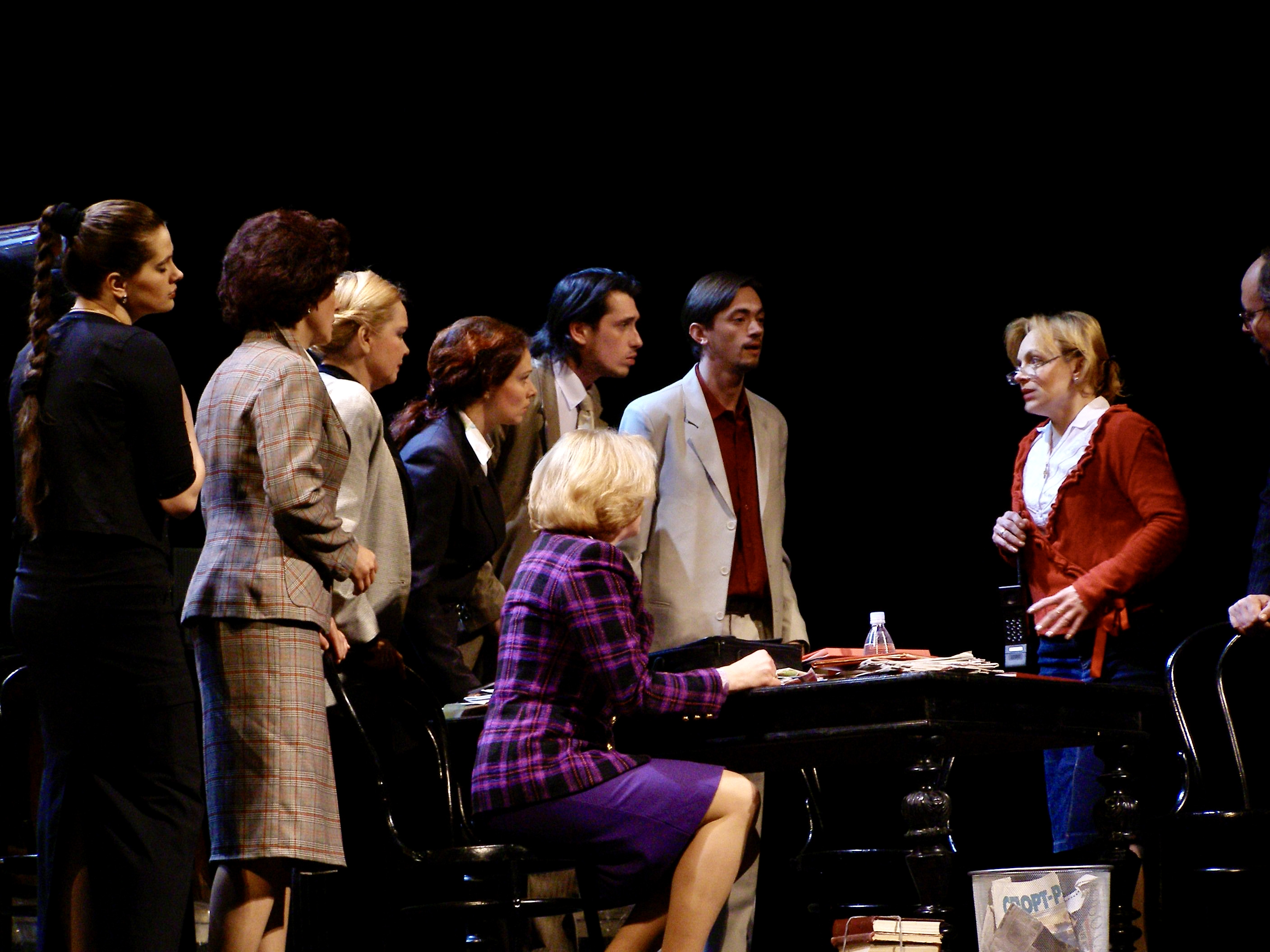
Сцена з вистави «Кафедра», театру імені М. Заньковецької (режисер А. Бабенко

Валерія Василівна Врублевська (нар. 19 грудня 1938, Житомир) - українська письменниця, драматург, перекладачка. Кандидат філософських наук (1974). Член Національної Спілки письменників України з 1975 року. Лавреат республіканської премії з драматургії імені О. Корнійчука, делегат першого світового з'їзду драматургів-жінок у Баффало, США (1988 р.). Працювала науковим співробітником Інституту літератури імені Тараса Шевченка АН УРСР (1968—1973); старшим науковим співробітником Інституту філософії АН УРСР (1973-1992). Від 2003 - головний редактор Відділу художньої літератури видавництва «Ін'юре» (Київ). Дружина Віталія Врублевського.
Перший твір - повість для дітей «Перстень» (К., 1969). 
Авторка пригодницької повісті «Несподівані мандри» (1974; 1986) та збірки «Казки Труханового острова» (1971) для дітей; повісті «Емансипантка» (1989) та роману-біографії «Ольга Кобилянська» (2004), присвячені життю і творчості О. Кобилянської; роману «В тени деревьев, которых нет: женщина и гипнотизер» (1996; усі - Київ) про життя й діяльність парапсихологів та фахівців нетрадиційної медицини. Конфлікти, пов'язані зі споживацькою i пристосовною психологією, - у п'єсах «Кафедра» (К., 1979), «Візаві» (К., 1981), «Покликання» (К., 1985), «Спокуса Хоми Брута» (Л., 1986), «Окаянные женщины» (К., 2003). 
Переклала з польської мови повісті «Блакитна планета» М.Канн (К., 1967), «Волання» Ю. Ковальця (К., 1976).
П′єсу «Кафедра» Валерії Врублевської ставили на сценах театрів України, Росії, Чехії, Румунії та інших країн Європи. На сцені Київського театру драми імені Лесі Українки п'єса витримала 300 аншлагів 
За історично-біографічним романом Врублевської «Соломія Крушельницька» (К., 1979; 1986) відзнято художню стрічку «Повернення Баттерфляй» (1982; реж. О. Фіалко), за сценарієм «Первоцвіт» - однойм. фільм (1987; реж. В.Жилко; обидва - на Київській кіностудії імені О.Довженка). 
Фільм «Повернення Батерфляй» за мотивами роману-біографії «Соломія Крушельницька» і сценарієм Валерії Врублевської увійшов до 100 найкращих кінострічок України лібрето до балету «Повернення Батерфляй» на музику М. Скорика поповнило низку її творів, присвячених С.Крушельницькій.
Визначними віхами літературної творчості Врублевської стали її біографічні романи про Соломію Крушельницьку ("Соломія Крушельницька") та Ольгу Кобилянську ("Емансипантка", "Шарітка з Рунгу"). В них авторка переповідає життя видатних українок без окрас, зачіпає тему витоків фемінізму в Україні. 
Художньо-біографічні романи авторки активно використовують як джерела для досліджень та наукових праць.

## Життєпис
В. Врублевська народилася в Житомирі у сім'ї фінінспектора Василя Микитовича Сахненко-Березняката та Ірини Корнелівни Остромецької. Росла разом з двома молодшими братами і старшою сестрою. Дитинство маленької Валерії припало на воєнні 1940-ві роки. Кілька років родина жила у землянці під обстрілами, пережила німецьку окупацію. Читати вчилася з газет, а книги вперше побачила після війни: знайшла дитячі книжки з малюнками на горищі старого будинку. Як згадує письменниця: «… З тієї хвилини до мене прийшло відчуття, що немає більшого щастя на світі, ніж читати і писати».
Після закінчення школи вступила до Житомирського геодезичного технікуму. Назва закладу, як жартує Валерія, сама по собі вбивала жагу до навчання. Там зустріла майбутнього чоловіка. Так у 18 років Валерія покинула навчання і вийшла заміж за викладача політекономії технікуму Віталія Врублевського. 1957 року у подружжя Врублевських народився син Сергій, що у майбутньому став вченим нейробіологом, дослідником та автором наукових праць з фізіології нервової системи. Після того як технікум було переведено в Ярунь Новоград-Волинського району, сім'я переїхала за місцем нової роботи чоловіка. Проте Валерія наполягла, щоб чоловік повернувся назад до Києва закінчувати аспірантуру, а сама влаштувалася провідницею на залізницю. Завдяки цьому побачила великі міста колишньої УРСР та виробила звичку відвідувати музеї під час зупинок між маршрутами.
Згодом чоловік закінчив аспірантуру в Києві і став викладачем Київського університету імені Т. Г. Шевченка. Після цього він забрав Валерію із сином до себе: почався не менш складний період життя в гуртожитку. Але Валерія мріяла навчатися в університеті. Вона вступила на філологічний факультет, брала сина з собою на заняття або залишала із мешканцями гуртожитку. 1967 року дебютувала як перекладач з польської мови: переклала твір Марії Канн «Блакитна планета». Навчання успішно завершила 1968 року. Після аспірантури Валерія Врублевська отримала вчене звання кандидата філософських наук і доцента. Паралельно змінювалося і становище чоловіка: його публікаціями зацікавився перший секретар ЦК Компартії України Володимир Щербицький і призначив Віталія Врублевського своїм помічником.
Валерія Врублевська — непересічна фігура культурного середовища свого часу. Як успішна жінка, письменниця, дружина високопосадовця, безперечно притягувала до себе увагу. За іронією долі саме після перенесеного нею інсульту (1989 р.), плітки і домисли послужили ґрунтом для тогочасних творів (1992—1993 рр.) письменників — її сучасників та сучасниць. Сама Врублевська згадує про цей період так: «Про мене писали доволі часто. І як не дивно — ніколи позитивно. Але я ні на кого не в образі. Якщо говорю щось зле, то обов’язково додам щось добре, тому що було й таке. Вони ж бачать в мені тільки зло. Хоча кожному, хто про мене писав, я свого часу допомагала, підтримувала. Зрештою, що ж я можу зробити, якщо люди що пишуть, шукають для своїх літературних вправ і нікого цікавішого в своєму житті не знаходять окрім мене. І я їм співчуваю. Направду, достойнішим є послужити літературі прототипом».
Незважаючи на це, письменниця не вважала себе зламаною і продовжувала писати. Чоловік говорив, що на Валерії тримається уся сім'я: що вона віддана сину та онукам. Наразі за станом здоров'я вона проживає в Карпатах з онукою. «Я ніколи не поклала б життя своїх близьких нижче літератури. Ніколи б не зробила для своєї літературної кар'єри чогось, що могло б зіпсувати людям життя. Я вважаю, що література не може бути спеціальністю. Письменництво це світобачення, дух і ставлення до світу» — каже Валерія Врублевська (Тетяна Нікуленко, щотижнева газета «Бульвар», вересень, 2000 р., № 38).
1975 року Валерія Врублевська стала членом Спілки письменників України.

## Творчість
Творчий шлях Валерії Врублевської розпочався 1963 року, як дитячої письменниці і перекладачки з польської мови. 
1964 року вийшла її перша дитяча книжка «Перстень». Відтоді чоловік Віталій Врублевський, радив писати лише для дітей, знаючи її суперечливий характер. «Чоловік ніколи мені не заважав і радів тому, що я літератор. Правда, часто просив не писати для дорослих, тому що знав, що через мій гострий язик проблем не оберемося»… 1974 року — збірка «Казки Труханового острова», 1974 року — книга «Несподівані мандри», 1978 року — п'єса «Кафедра», яка принесла авторці великий успіх та широке визнання. 1979 року вийшов біографічний роман «Соломія Крушельницька», а 2006 року — біографічний роман про Ольгу Кобилянську «Шарітка з Рунгу».

### П'єса «Кафедра»
Ідея «Кафедри» народилася під час роботи В. Врублевської на кафедрі етики та естетики КДУ імені Т. Г. Шевченка. Проблеми моралі завжди цікавили письменницю. Науковий колектив кафедри підказав парадоксальну тему, яка й стала основою скандальної п'єси: кафедра, що проповідує моральність в аморальному суспільстві. Авторка у своїй п'єсі намагалася говорити про те, що добре знає, про такі життєві ситуації, в природі яких хотіла розібратися спільно з глядачем. Наприклад, хто має моральне право вчити, виховувати? 
П'єса «Кафедра» побачила світ у далекому 1978 році і стала однією з перших політичних «бомб» за радянських часів. За день до прем'єри Валентин Маланчук (секретар ЦК КПУ у 1972—1979 рр.) заборонив антирадянську, на його думку, п'єсу. Та попри всі перешкоди, п'єса таки побачила світ.
Спочатку Врублевська показала п’єсу режисеру Театру імені Франка Сергію Сміяну. Він запевняв, що п'єса сподобалася, але ставити її не ризикував. Отже, вперше «Кафедра» була поставлена Національним академічним театром імені Лесі Українки (м. Київ), тому п'єсу довелося перекласти російською. В Театрі російської драми, під керівництвом Михайла Резніковича «Кафедра» витримала 300 аншлагів . Твір входив у репертуари 80 театрів колишнього СРСР, також мав успіх на сценах Праги, Будапешта. Зі списку номінантів на здобуття Державної премії УРСР імені Т. Г. Шевченка за постановку «Кафедри» прізвище Валерії Врублевської викреслив Павло Загребельний, у той час перший секретар правління Спілки письменників УРСР.
Після гучної прем'єри поплатився своєю посадою з формулюванням «за недоліки в роботі» завідувач кафедрою етики та естетики Київського державного університету імені Т.Шевченка професор В'ячеслав Кудін, що послужив прототипом образу Бризгалова, головної дійової особи п'єси. Проте в одному з інтерв’ю Валерія стверджує: «Моя п’єса “Кафедра” — художній твір з елементами типізації і домислу». 

#### П'єса «Кафедра»: сучасна інтерпретація
У 2007 році Національний академічний український драматичний театр імені Марії Заньковецької у Львові, дав друге життя п'єсі «Кафедра». Навіть через десятки років п'єса не втратила своєї актуальності, адже люди не змінилися, а порушені в ній проблеми — вічні. Раніше у виставі був наголос на соціальній проблемі, в новій версії режисерка Алла Бабенко зробила наголос на людських стосунках. 
«Якщо іноді важко зрозуміти здавалося би просту ситуацію, яка склалася в колективі, серед колег, то, мабуть п'єса «Кафедра» допоможе знайти ключ до таємниці. Адже іноді трапляється, що зрада стає способом життя людини». (Л. Кічура, редактор літературної частини театру імені М. Заньковецької).

### Біографічний роман «Соломія Крушельницька»
«Тільки той, хто пройде Соломіїними стежками, намагаючись відтворити її славетний шлях, по-справжньому зрозуміє чари і небезпеку тієї дії, яку ми призвичаїлися називати служінням мистецтву. Ми вітаємо цю дію, ми смакуємо її плоди і рідко згадуємо, що ґрунт, на якому вони виросли і дозріли — серце митця.» (В. Врублевська).
Героїнею першого біографічного роману Валерії Врублевської стала українська оперна співачка, що була за життя визнаною найвидатнішою співачкою світу, Соломія Крушельницька. Валерія Врублевська справді ходила «Соломіїними стежками». Вивчала архіви у Львові, спілкувалася з багатьма сучасниками і членами родини. Дослідження біографії Соломії Крушельницької Врублевська проводила власним коштом. Зокрема на поїздку у 1978 році до міста Віареджо в Італії було витрачено всі сімейні заощадження. У Віареджо, Врублевська побувала на віллі Соломії Крушельницької та її чоловіка Чезаре Річчоні. Під час подорожі письменниці пощастило поспілкуватися з покоївкою, яка пам'ятала господарів будинку С. Крушельницьку та Чезаре Річчоні. На прохання розказати відомі їй цікаві факти з особистого життя Соломії та відповіла, що Крушельницька мала настільки бездоганну репутацію, манери і високу культуру, що підстав для пліток про неї не існувало.

### Біографічний роман «Шарітка з Рунгу»
Роман «Шарітка з Рунгу» побачив світ 2007 року. Валерія Врублевська працювала над ним 20 років. За цей час авторка побувала чи не всюди, де ступала Ольга Кобилянська, навіть у найвіддаленіших куточках Карпат. «Жанр біографічного роману дещо незвичний для українського письменства, — ділиться Валерія Врублевська — Не думаю, що в недалекому майбутньому він стане популярним серед молодих літераторів. Адже вимагає насамперед великого напруження: фізичного, морального і психологічного, кропіткої дослідницької роботи. Для мене було важливо збагнути, чому саме такі, а не інакші твори виходили з-під пера Ольги Кобилянської? Чому вони так вирізнялись з-поміж літературної продукції того часу? Як вдавалось письменниці витримувати шалені нападки своїх опонентів?».
Валерії Врублевській вдалося знайти й опрацювати документи, які раніше ніхто не вивчав. Їх авторці надав онук Ольги Кобилянської, вчений-хімік, Олег Панчук. Він уперше згодився надати їх для опрацювання, саме для роботи над біографічним романом «Шарітка з Рунгу». У приватному листуванні Олег Панчук висловився про роман так: «Дуже шкода що він дався таким важким шляхом, але це ще один камінь у пам'ятник великій Ользі». 
Авторка також віднайшла й опрацювала листування Ольги Кобилянської. Листування письменниця вела німецькою мовою, тому Валерія Врублевська звернулася до української мовознавиці, перекладачки й педагога Зіновії Флоріанівни Пенюк, яка займалася їхнім перекладом. У рецензії Лади Москалець «Ольга Кобилянська: майже вікторіанська історія» зазначається, що «Валерія Врублевська повертає Ольгу Кобилянську читачеві — не як фігуру з літературного Олімпу, а як дівчину з крихітного містечка на Буковині, що переймається хлопцями, танцями, прогулянками, родинними суперечками і читанням». 
Літературознавиця, письменниця й психоаналітик Ніла Зборовська висловилася про роман так: «Врублевська подала Кобилянську як проблему психологічну. Вона не витлумачує факти, а описує їх так, щоб задуматися над проблемою Кобилянської. Передусім — це проблема нереалізованої жінки в родинному, материнському та жіночому сенсі». Майстерне поєднання Валерією Врублевською достовірних фактів, які збереглися у листах і щоденникових записах Кобилянської, спогадах її сучасників, дають змогу читачеві прочитати майже кожну сторінку життя героїні.
«З Ольгою Кобилянською у мене було так само, як і з Соломією Крушельницькою, я була впевнена, що ці постаті потрібні сучасній людині. Крім того, тоді всі дуже боялися документа, бо його треба було трактувати так, «як потрібно», інакше тебе не надрукують просто. Я ж хотіла, щоб документ стояв так, як він стоїть, але щоб він впливав на долю так, як він впливав на долю великої людини» .
Твори
- 1969 — «Перстень»;
- 1971 — «Казки Труханового острова»;
- 1974 — «Несподівані мандри»;
- 1979 — «Кафедра»;
- 1981 — «Візаві»;
- 1982 — «Повернення Батерфляй»;
- 1984 — «Перехрестя»;
- 1985 — «Покликання»;
- 1986 — «Спокуси Хоми Брута»;
- 1987 — «Первоцвіт»;
- 1989 — «Соломія Крушельницька», «Емансипантка», «Кобзар»;
- 1996 — «У тіні дерев, яких немає (Жінка-гіпнотизер)»;
- 2003 — «Окаянные женщины»;
- 2007 — «Шарітка з Рунгу»: Біографічний роман про Ольгу Кобилянську[10].

Переклади з польської мови
- 1967 - «Волання» Юліана Кавальця;
- 1976 - «Блакитна планета» Марії Канн.

Екранізація творів письменниці
- 1982 - «Повернення Баттерфляй»;
- 1982 - «Кафедра» (фільм-спектакль)[11];
- 1986 - «Первоцвіт».

## Читати твори (ел.ресурси)
- Соломія Крушельницька : https://www.ukrlib.com.ua/books/printit.php?tid=13803
- Соломія Крушельницька : https://shron1.chtyvo.org.ua/Vrublevska_Valeriya/Solomiia_Krushelnytska.pdf?
- Повні тексти творів: https://www.ukrlib.com.ua/books/author.php?id=462

## Аудіозаписи творів
- Валерія Врублевська. Уривки з роману-біографії В.Врублевської "Соломія Крушельницька": https://www.youtube.com/watch?v=gbM0JkcltIg
- Аудіокнига "Соломія Крушельницька" - автор Валерія Врублевська: https://4read.org/2211-vrublevska-valeryya-solomyya-krushelnicka.html
- Буктрейлер "Шарітка з Рунгу": https://www.youtube.com/watch?v=FeZfDpXvtLk

## Премії та нагороди
- 1985 - Премія імені О. Корнійчука;
- 2003 -  Лауреат міжнародної премії «Золотий Орфей».